# 최성손
최성손(崔成孫)은 일제강점기 시절의 축구 선수이다. 경성 축구단이 공식 창단하기 전에도 여러 차례 경성 대표로 경평대항축구전에 참가했으며, 괴거엔 농구 선수로도 잠시 활약하며 대회에 참가 했었다.